# Astronia atroviridis
Astronia atroviridis är en tvåhjärtbladig växtart som beskrevs av Rudolf Mansfeld. Astronia atroviridis ingår i släktet Astronia och familjen Melastomataceae. Inga underarter finns listade i Catalogue of Life.